# Balitora burmanica
Balitora burmanica es una especie de peces de la familia de los Balitoridae en el orden de los Cypriniformes.

## Morfología
• Los machos pueden llegar alcanzar los 10 cm de longitud total.

## Distribución geográfica
Se encuentran en las cuencas de los ríos Irrawaddy y Salween.